# Patagonijski morski lev
Patagónijski môrski lèv (znanstveno ime Otaria flavescens, prej Otaria byronia), tudi júžnoamêriški môrski lèv, je vrsta iz poddružine morskih levov, ki je značilna za področje Ekvadorja, Čila, Peruja, Urugvaja, južne Brazilije, Argentine in Falklandskih otokov. Je edini pripadnik rodu Otaria. Njegovo znanstveno ime je bilo predmet polemike, nekateri taksonomi so ga označevali kot Otaria flavescens, drugi pa Otaria byronia. Prvi je na koncu zmagal, čeprav se to morda še vedno lahko razveljavi. Lokalno ga poznajo pod več imeni, najpogosteje lobo marino (es) / lobo marinho (pt) (morski volk) in león marino (es) / leão marinho (pt) (morski lev) ter kožuhasti tjulenj. Je zaščitena živalska vrsta.

## Opis
Patagonijski morski lev je po videzu morda arhetipski morski lev. Samci imajo zelo veliko glavo z dobro razvito grivo, zaradi česar so najbolj levji med tjulnji. So dvakrat težji od samic. Tako samci kot samice so oranžne ali rjave barve z obrnjenimi gobci. Mladiči se skotijo sivkasto oranžno ventralno in črno hrbtno in se preliva v bolj čokoladno barvo.
Velikost in teža patagonijskega morskega leva se lahko precej razlikujeta. Odrasli samci lahko zrastejo nad 2,73 m in tehtajo do 350 kg. Odrasle samice zrastejo do 1,8–2 m in tehtajo približno polovico teže samcev, približno 150 kg. Ta vrsta je še bolj spolno dimorfna kot drugi morski levi.

## Ekologija
Patagonijskega morskega leva najdemo ob obalah in obalnih otokih Južne Amerike, od Peruja proti jugu do Čila v Tihem oceanu in nato od severa do južne Brazilije v Atlantiku. Pomembne plemenske kolonije vključujejo otok Lobos v Urugvaju; polotok Valdes, Argentina; preliv Beagle in Falklandski otoki. Nekateri posamezniki odtavajo celo na sever do južnega Ekvadorja, čeprav očitno tam niso nikoli vzrejali. Vendar ekologija gibanja južnoameriških morskih levov ostaja slabo razumljena, čeprav so študije v zadnjih letih izboljšale razumevanje njihovega gibanja po morju na nekaterih mestih za razmnoževanje. Ni dokazov o zimski selitvi morskih levov s Falklandskih otokov.
Patagonijski morski levi se razmnožujejo na plažah iz peska, gramoza, skalnatih ali prodnatih plažah. Opazimo jih lahko tudi na ravnih, skalnatih pečinah z morskimi bazeni. Kolonije morskih levov so po navadi majhne in razpršene, zlasti na skalnatih plažah. Kolonije naredijo prostore med vsakim posameznikom, ko je vreme toplo in sončno. Najdemo jih lahko tudi v marinah in na pomolih, vendar tam ne vzrejajo.
Levi uživajo številne vrste rib, vključno z argentinskim osličem in sardoni. Jedo tudi glavonožce, kot so lignji s kratkimi plavuti, patagonski lignji in hobotnice. Opazili so celo, da plenijo pingvine, pelikane in mlade južnoameriške tjulnje. Patagonijski morski levi lahko na dnu oceana iščejo počasen plen ali lovijo šolajoči plen v skupinah, odvisno od območja. Zabeleženi so bili, ko so izkoriščali prizadevanja  temnih pisanih delfinov ( lagenorhynchus obscurus) in se hranili z ribami, ki so jih skupaj čredili. Morske leve plenijo orke in morski psi, navadni vampirski netopirji z otoka Isla Pan de Azúcar pa jih obiščejo kot priročen vir krvi.

## Družbeno vedenje in razmnoževanje
Parjenje poteka med decembrom in februarjem. Estrus se običajno začne 6 dni po rojstvu mladiča in kmalu po tem, ko se z vrhuncem januarja začnejo kopulacije. Najprej prispejo samci,  vzpostavijo in branijo ozemlja, nato pa preidejo na obrambo samic, ko prispejo. Samec agresivno pase samice na svojem ozemlju in se brani tako pred sosedi kot vsiljivci.  Na skalnatih plažah samci vzpostavijo ozemlja, kjer se samice ohladijo in jih zadržijo do estrusa.  Na tlakovanih ali peščenih plažah imajo samci območja blizu valov in monopolizirajo samice, ki poskušajo dobiti dostop do morja.  Število dejanskih spopadov med samci je odvisno od števila godnih samic.  Prej ko samec prispe na lokacijo, daljši bo njegov mandat in več kopulacij bo dosegel.  Samci običajno lahko v svojih haremih obdržijo približno tri samice, nekateri pa jih imajo tudi do 18.
V času razmnoževanja bodo samci, ki ne bodo zavarovali ozemelj in haremov, najpogosteje odraslih, povzročili skupinske racije, da bi spremenili obstoječe stanje in dobili dostop do samic. Skupinski napadi so pogostejši na peščenih plažah kot na skalnatih. Ti napadi povzročajo kaos v plemenskih haremih, pogosto ločujejo matere od njihovih mladičev. Domači samci se poskušajo ubraniti napadalcev in zadržati vse samice v svojih teritorialnih mejah. Pogosto niso uspešni pri zaščiti samic, nekateri pa lahko zajamejo nekaj samic ali celo ostanejo na območju vzreje z eno ali več samicami. Včasih samec, ki napada, ugrabi mladiče, morda kot poskus nadzora samic. Mladiče jemljejo tudi kot nadomestke za zrele samice. Ti pasejo svoje ujete mladiče in jim preprečujejo pobeg, podobno kot odrasli samec samicam. Lahko celo posili mladiča, vendar do vdora ne pride. Čeprav ugrabitev mladičev samcem ne prinaša takojšnjih razmnoževalnih koristi, lahko ti samci pridobijo izkušnje pri nadzoru samic.  Med ugrabitvami so mladiči včasih hudo ranjeni ali ubiti.
Kljub temu, da je večinoma haremska teritorialna vrsta, je bila ena populacija v Peruju zabeležena v sistemu vzreje, podobnem dvorjenju. Tu se samci z daljšim razmerjem samcev v primerjavi s samicami združijo in razstavijo ter poskušajo pritegniti samice, hkrati pa jim omogočajo prosto gibanje. Zaradi toplejšega podnebja se tudi samice nenehno premikajo k vodi, kar otežuje vzdrževanje tradicionalnega sistema parjenja. Skupinskih napadov, ki obstajajo v zmernih populacijah, tukaj skoraj ni.
Mame morskih levov ostanejo s svojimi novorojenimi mladiči skoraj en teden, preden oddidejo na tridnevno krmljenje in se vrnejo, da bi dojile mladiče. Agresivno delujejo na druge samice, ki pridejo blizu njihovih mladičem, pa tudi na tujerodne mladiče, ki poskušajo od njih dobiti mleko.  Mladiči prvič vstopijo v vodo približno po štirih tednih, odstavljeni pa so v približno 12 mesecih. To je običajno, ko mati skoti novega mladiča. Mladiči postopoma preživijo več časa v obmorskem pasu valov in razvijajo plavalne sposobnosti.
Pri patagonijskih morskih levih opažajo, da izvajajo različne vokalizacije in klice, ki se razlikujejo med spoloma in starostmi. Odrasli samci se med agresivnimi interakcijami oglašajo visoko,  lajajo pri vzpostavljanju ozemelja, režijo pri interakciji s samicami in izdihnejo po antagonističnih srečanjih. Samice z mladiči najprej kličejo mladiče in med agresivnim srečanjem z drugimi samicami godrnjajo. Mladiči se primarno oglašajo kot mladiči. Nekatere od teh vokalizacij in zvočnih lastnosti so lahko individualne. 

## Stik z ljudmi
Ljudstvo Moche v starodavnem Peruju so častili morje in njegove živali. V svoji umetnosti so pogosto upodabljali patagonijske morske leve.  Dva kipa te vrste sta simbol mesta Mar del Plata.
Avtohtoni prebivalci Južne Amerike so to vrsto izkoriščali tisočletja, Evropejci pa od okoli 16. stoletja. Lov je od takrat upadel in vrsta ni več ogrožena. Vrsta je v večini svojega območja zaščitena. Za morske leve obstajajo številni rezervati in zaščitena območja na pečinah in zbirališčih. Kljub temu se predpisi o zaščiti pri večini živali ne izvajajo učinkovito.
Celotna populacija morskih levov se šteje za stabilno; ocena je 265.000 živali. Na Falklandskih otokih in v argentinski Patagoniji upadajo, v Čilu in Urugvaju pa se povečujejo. Številni morski levi perujske populacije so poginili v obdobju El Niño 1997/1998. Še vedno jih ubijajo zaradi navad kraje rib in poškodovanja ribiških mrež. V morskih levih v pristanišču Mar del Plata so našli strupene kemikalije in težke kovine. 
Ta vrsta se včasih pojavlja tudi v ujetništvu oziroma živalskih vrtovih. Tudi ZOO Ljubljana je imel dolgo časa primerek samca te vrste, ki je imel sprva za družbo tudi dve samici, a pa sta kmalu poginili zaradi njegovega nasilja nad njima. 